# Schai
Schai, auch Schaj, Schay oder Shai ist ein altägyptischer Schicksalsgott, der seit der 18. Dynastie als Schlange dargestellt wird.

## Name
Der Name Schai lautet in gräzisierter Form Psais oder Psois. Im Ägyptischen leitet sich dieser vom Wortstamm Š3 ab, was bestimmen bedeutet, wodurch der Name mit Bestimmung übersetzt werden kann.

## Darstellung
Im Vergleich zu anderen Göttern der ägyptischen Mythologie finden sich Darstellungen des Gottes Schai in der ägyptischen Kunst recht selten. Er wird vorwiegend als Schlange dargestellt, doch finden sich auf Totenpapyri des Neuen Reiches auch Abbildungen, die ihn als anthropomorphe Gottheit zeigen.

## Bedeutung
Seit dem Neuen Reich war Schai in der ägyptischen Religion die Verkörperung der schicksalbestimmenden Werte wie Glück, Gedeihen und Lebenszeit, die einem Menschen bei seiner Geburt zugeteilt wurden. Er bewirkte das persönliche Wohlergehen eines Menschen. Infolge dieser Bedeutung konnte er sowohl als Idee der Bestimmung als auch als personifizierter Gott angerufen werden. Hierauf weisen zum Beispiel Inschriften aus der Regierungszeit Echnatons hin, in denen es zuweilen in Bezug auf den Sonnengott Aton heißt: „Schai, der Leben schenkt.“ Zeitweilig wird Schai als personifizierter Gott zusammen mit Meschenet oder Renenutet genannt, die mit ihm die Bedeutung der Schicksalsbestimmung teilten.
Sowohl in der Spätzeit als auch in der griechisch-römischen Zeit wurde Schai zum Ur- und Schutzgott, der ein selbständig handelndes Wesen war. Eine Gleichsetzung mit dem Agathos Daimon (Agathodaimon), der ein Gott der Wahrsagekunst war, erfolgte in ptolemäischer Zeit.

## Kult
Ein umfangreicher Kult für diesen Gott bestand nicht. Vielmehr weisen die wenigen erhaltenen Darstellungen und Texte darauf hin, dass Schai als abstrakte Personifizierung der Bestimmung beziehungsweise des Schicksals gesehen wurde.